# Eubulides timog
Eubulides timog ist eine Gespenstschrecken-Art aus der Familie der Heteropterygidae. Obwohl erst 2023 beschrieben, wird diese im Süden und Osten der philippinischen Insel Luzon beheimatete Art bereits seit 2009 in den Terrarien der Liebhaber gehalten und nachgezogen.

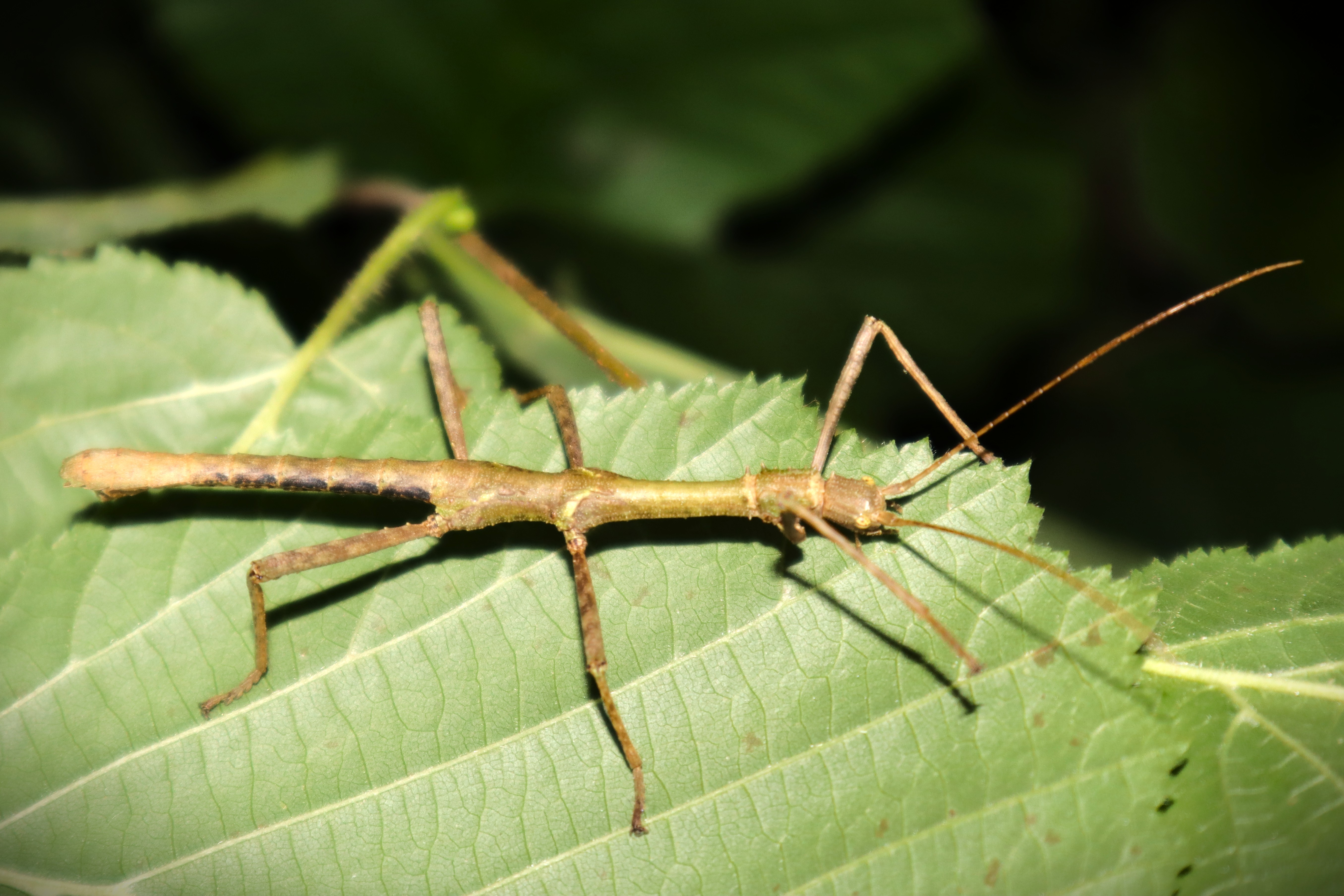
Männchen

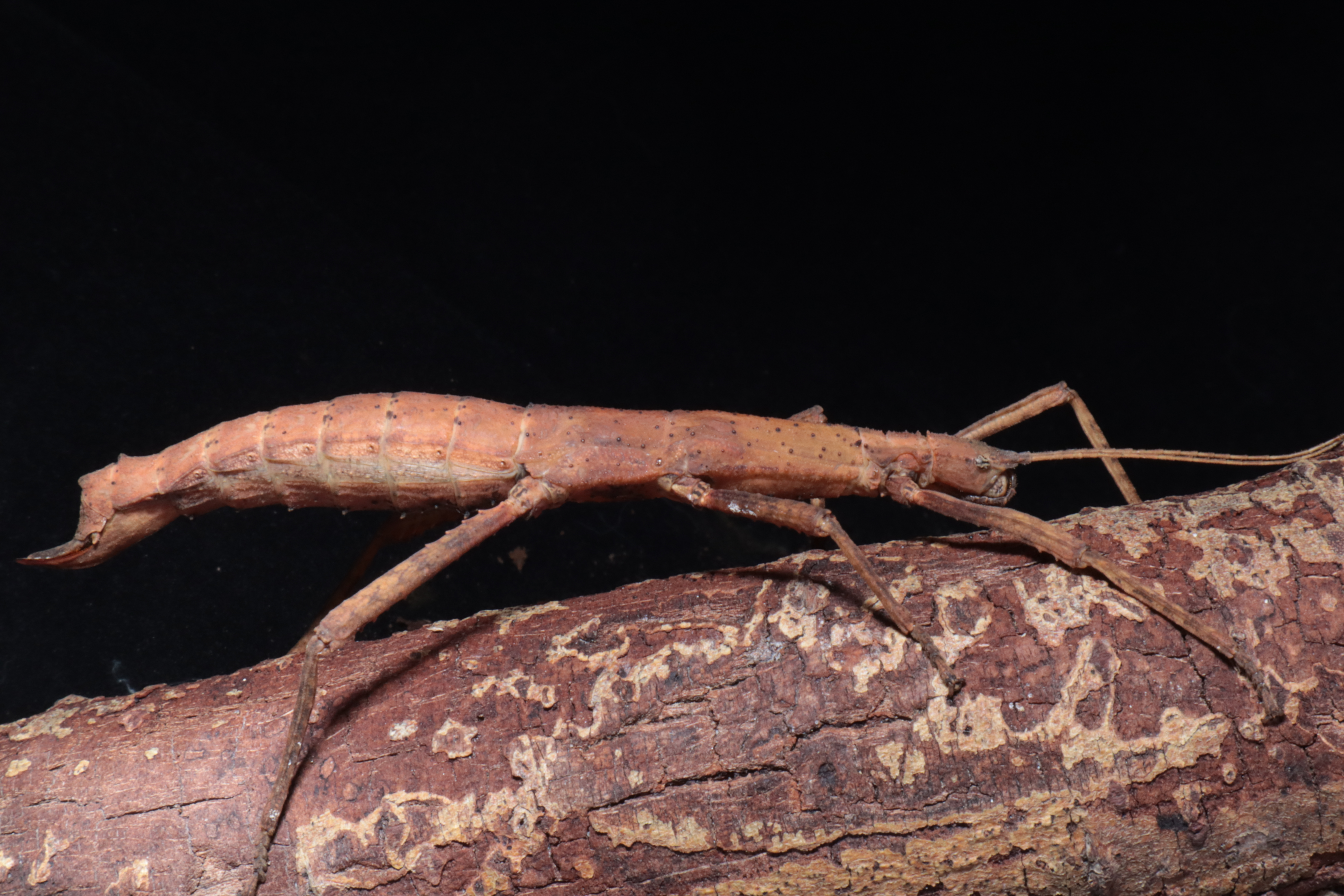
Weibchen

## Entdeckung und Vorkommen
Die ersten Tiere dieser Art wurden bereits im August 1995 von Oliver Zompro in ca. 600 m Höhe am Banahaw in der philippinischen Provinz Quezon gesammelt. Zompro ordnete die von ihm gesammelten und beschriebenen zwei Männchen und ein Weibchen Eubulides igorrote zu. Weitere zunächst Eubulides alutaceus zugeordnete Tiere fanden Joachim Bresseel und Thierry Heitzmann im Quezon-Nationalpark 2009. Im April 2010 fand Ismael Lumawig Tiere im Sierra-Madre-Gebirge. Bresseel, Heitzmann, Tim Bollens und Rob Krijns fanden im April desselben Jahres Tiere in Marinfanta an der Straße nach Infanta.
Eubulides timog ist im Süden und Osten Luzons weit verbreitet und gilt als häufig. Nachweise liegen aus den Provinzen Quezon, Quirino, Albay und Sorsogon vor. Außerdem wurde die Art im Süden der Insel Leyte gefunden.

## Merkmale
Die Weibchen dieser mittelgroßen Eubulides-Art erreichen eine Länge von 64 bis 76 mm. Am Ende des Abdomens befindet sich der für Arten der Obriminae typische schnabelförmige sekundäre Legestachel, der den eigentlichen Ovipositor umgibt und der wie bei allen Arten der Gattung charakteristisch sichelförmig nach oben gebogen ist. Färbung und Muster der Weibchen sind sehr variabel. Neben einheitlich hell- bis dunkelbraunen Tieren gibt es gelegentlich auch solche mit braunen, hellbeigen bis weißen Mustern sowie solche mit annähernd schwarzweißer Färbung. Auch Tiere mit einem vom Kopf bis zum Abdomenende reichenden dünnen, dunklen Längsstrich kommen vor. 
Männchen sind schlanker und bleiben mit 49 bis knapp 54 mm Länge deutlich kleiner. Meist sind sie einheitlich hell- oder mittelbraun gefärbt und zeigen nur selten braune oder beige Musterungen im Bereich des seitlichen Meso- und Metanotums.
Im Habitus ähnelt die Art stark der im Norden Luzons beheimateten, etwas größeren Eubulides lumawigi. Von dieser ist E. timog anhand der Form des ventral gelegenen Analsegmentes zu unterscheiden, welches bei den Männchen von E. lumawigi am Hinterrand deutlich zweilappig ist, während es bei denen von E. timog sechseckig ist und nur eine geringe Ausbuchtung am Hinterrand zeigt. Bei den Weibchen von E. lumawigi ist der Ovipositor verlängert und sein dorsal gelegener Epiprokt ist doppelt so lang wie das am Hinterrand gerundete Analsegments. Bei denen von E. timog ist der Hinterrand des Analsegments mittig eingebuchtet und der Epiproct nicht länger als die 1,8-fache Länge des Analsegmentes.
Im Unterschied zur deutlich kleineren Eubulides igorrote fehlen E. timog, genau wie allen anderen Vertretern der Gattung, Stacheln auf dem seitlichen Rand des Pronotums und die vier großen Stacheln auf dem Vorderrand des Mesonotums.
Von der annähernd gleich großen Eubulides alutaceus lässt sich die schlankere E. timog anhand der Körperform unterscheiden. Bei E. alutaceus sind die hinteren Anteile des Meso- und Metathorax sowie der Meso- und Metafemoren deutlich erweitert. Dieses Merkmal tritt sonst nur bei der deutlich größeren Eubulides taylori von Polillo Island auf.

## Lebensweise und Fortpflanzung

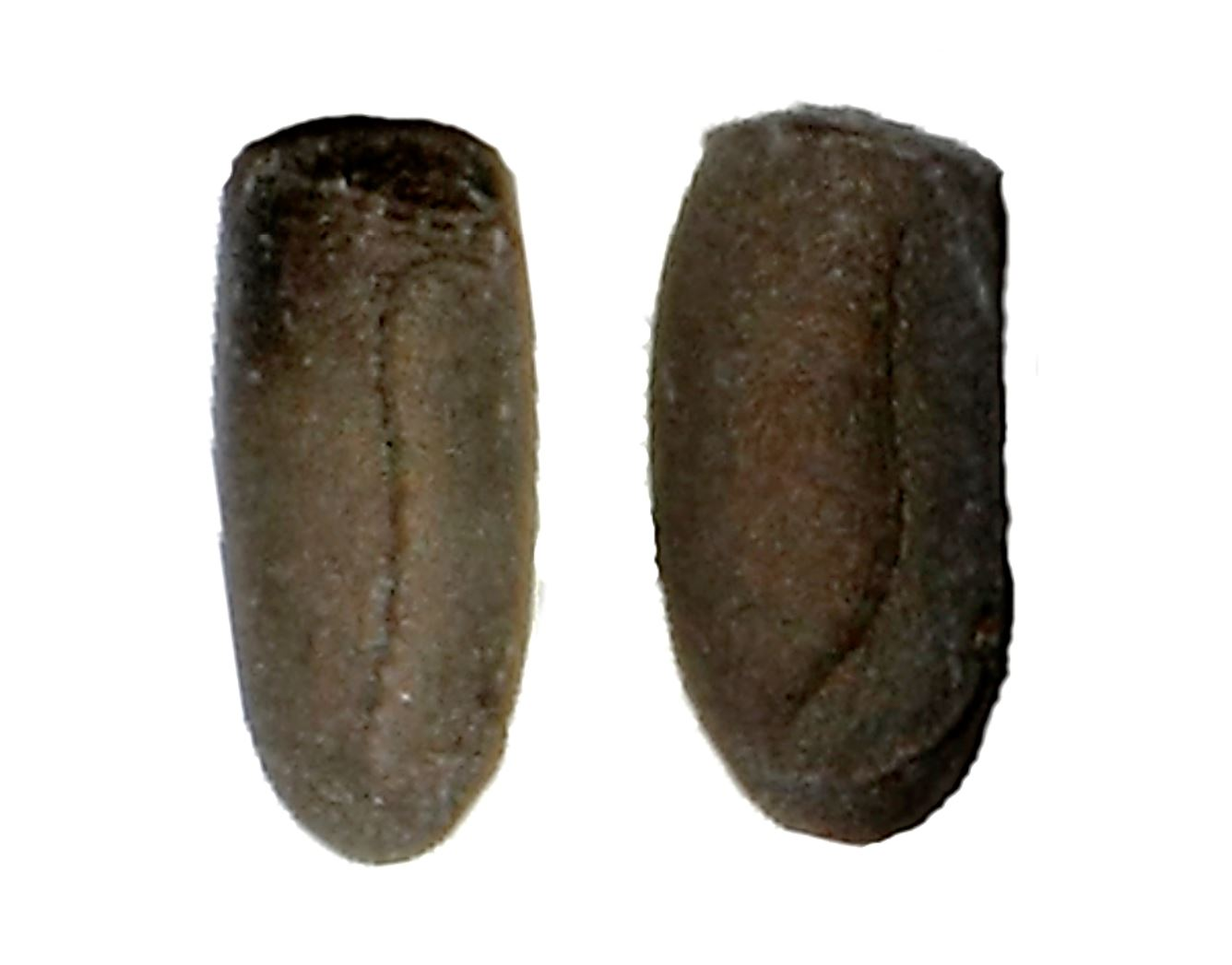
Eier in verschiedenen Perspektiven

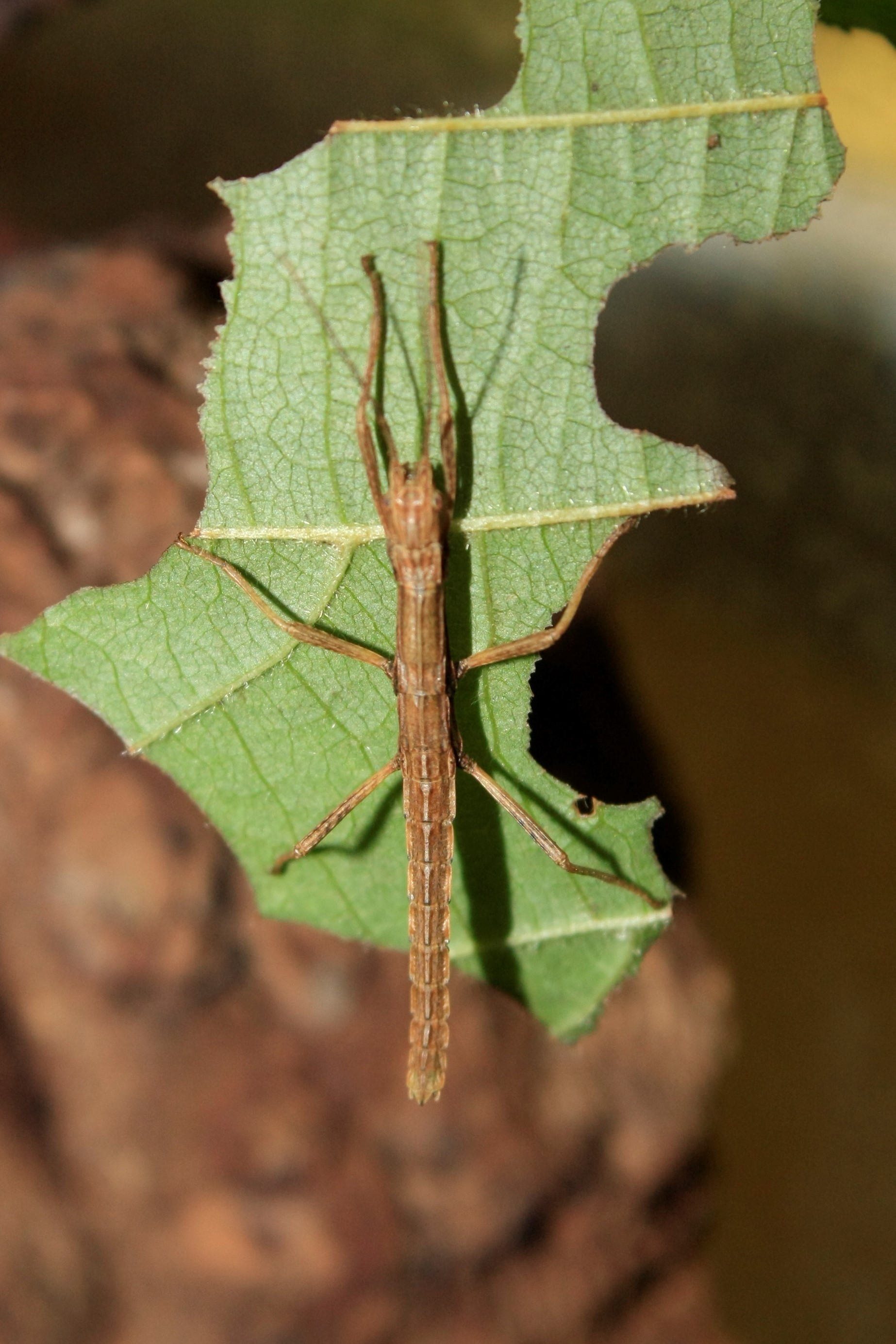
Frisch geschlüpfte Nymphe

In der Natur wurde die Art in schattigen bis halbschattigen Biotopen auf verschiedenen Aronstabgewächsen (Araceae) gefunden. Die mittels des gebogenen Ovipositors im Boden abgelegten, projektilförmigen Eier sind typisch für die Gattung. Sie sind etwa 5,3 mm lang, 1,9 mm breit und 2,2 mm hoch und braun. Der Deckel (Operculum) ist etwas dunkler und sitzt schräg zur ventralen Seite hin abfallend auf dem Ei, so dass ein Opercularwinkel von etwa 15 Grad entsteht. Die Mikropylarplatte ist breit, im oberen Teil fast rechteckig und am unteren Pol umgekehrt V-förmig in Richtung der Mikropyle eingeschnitten und 3,8 mm lang (Siehe auch Bau des Phasmideneies). Nach drei bis vier Monaten schlüpfen die Nymphen, welche beim Schlupf etwa 10 mm lang und einheitlich braun gefärbt sind.

## Systematik
Sarah Bank et al. bezogen in ihrer 2021 veröffentlichten, auf Genanalysen basierenden Untersuchung zur Klärung der Phylogenie der Heteropterygidae auch fünf Proben von Eubulides-Vertretern ein. Während sich drei Proben als konspezifisch erwiesen und zu Eubulides igorrote gehörten, passten zwei andere nicht zu dieser Art. Eine davon stammte aus einer Zucht und wurde 2023 von Frank H. Hennemann neben drei weiteren Arten der Gattung als Eubulides timog beschrieben. Der gewählte Artzusatz „timog“ bedeutet auf Filipino „Süden“ oder „südlich“ und bezieht sich auf das Verbreitungsgebiet der Art, welches auf den Süden Luzons beschränkt ist.
Von den am 10. April 2011 in Marinfanta gesammelten Tieren sind ein Weibchen als Holotypus sowie ein weiteres Weibchen und zwei Männchen als Paratypen im Museum für Naturwissenschaften in Brüssel hinterlegt. Dort sind auch ein im April 2010 im Sierra-Madre-Gebirge gesammeltes Männchen sowie zwei Weibchen vom Mt. Palakong, ein Männchen aus Atimonan und ein Weibchen vom Banahaw, die dort vom 11. bis 14. April 2011 gesammelt worden sind, als Paratypen hinterlegt. In der Belegsammlung von Hennemann befinden sich weitere 30 Paratypen, davon 2 juvenile Tiere, sowie 50 Eier.

## Terrarienhaltung

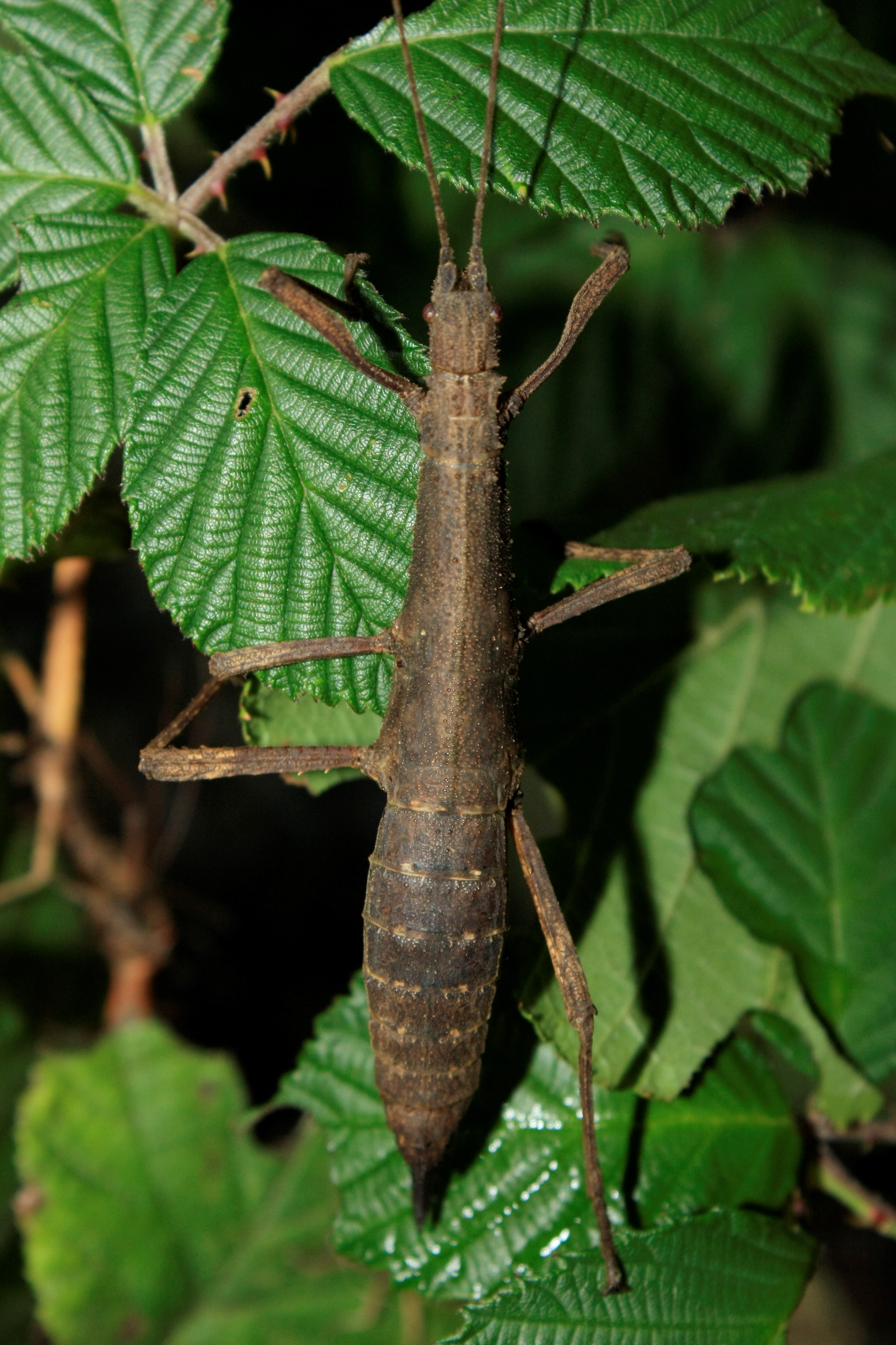
Dunkel gefärbtes Weibchen

Die ersten nach Europa gelangten Tiere wurden allesamt als Eubulides igorrote angesprochen. Die von Bresseel von einer Sammelreise 2009 nach Belgien mitgebrachten, adulten Tiere akzeptierten verschiedene Futterpflanzen, wie z. B. Funkien. Krijns ließ sich Eier dieser Art von Heitzmann in die Niederlande schicken. Die aus diesen geschlüpften Nymphen erwiesen sich als heikel und nahmen lediglich Spathiphyllum als Futterpflanze gut an. Am Ende blieben nur zwei weibliche Tiere übrig. Diese ergänzte Krijns durch zwei ebenfalls als einzige verbliebene Männchen, die er von Oskar V. Conle erhielt. Weitere Tiere brachte Krijns 2010 von seiner Reise auf die Philippinen mit und auf Aronstabgewächsen wie Spathiphyllum, Dieffenbachien und Philodendren in Zucht. Auch die Belgier Kristien Rabaey und Rob Simoens konnten die Art erfolgreich aus Eiern von Heitzmann nachziehen.
Bereits 2012 war die Art als geschlechtlicher Stamm nicht mehr in Zucht. Der parthenogenetische Stamm, der seither erhältlich ist, geht auf Eier zurück, die Heitzmann an Holger Dräger nach Deutschland schickte. Aus diesen schlüpfte lediglich ein weibliches Tier, welches adult wurde. Der resultierende Zuchtstamm muss korrekt als Eubulides timog 'Quezon' bezeichnet werden.
Die Art wird von der Phasmid Study Group unter der PSG-Nummer 311 geführt, wobei sie zunächst als Eubulides igorrote und von 2019 bis 2024 als Eubulides alutaceus angesprochen wurde.
Der aktuelle Zuchtstamm ist leicht zu halten und zu vermehren. Zur Zucht reichen Temperaturen von 20 bis 22 °C. Als Futterpflanzen eignen sich neben Blättern von Aronstabgewächsen wie Efeututen auch die von Brombeeren und anderen Rosengewächsen sowie die von Haseln, Eichen und Salal. Zur Eiablage sollte eine leicht feuchte Erd- oder Sandschicht den Boden bedecken.